# Гамбранч (Джорджія)
Гамбранч (англ. Gumbranch) — місто (англ. city) в США, в окрузі Ліберті штату Джорджія. Населення — 235 осіб (2020).

## Географія
Гамбранч розташований за координатами 31°50′9″ пн. ш. 81°41′2″ зх. д. / 31.83583° пн. ш. 81.68389° зх. д. (31.835735, -81.683900).  За даними Бюро перепису населення США в 2010 році місто мало площу 2,12 км², з яких 2,06 км² — суходіл та 0,06 км² — водойми.

## Демографія
Згідно з переписом 2010 року, у місті мешкали 264 особи в 106 домогосподарствах у складі 72 родин. Густота населення становила 124 особи/км².  Було 120 помешкань (57/км²).
Расовий склад населення:
| - 93,6 % — білих - 4,5 % — чорних або афроамериканців - 0,8 % — корінних американців - 0,4 % — вихідців з тихоокеанських островів |

До двох чи більше рас належало 0,8 %. Частка іспаномовних становила 1,9 % від усіх жителів.
За віковим діапазоном населення розподілялося таким чином: 23,5 % — особи молодші 18 років, 64,8 % — особи у віці 18—64 років, 11,7 % — особи у віці 65 років та старші. Медіана віку мешканця становила 38,2 року. На 100 осіб жіночої статі у місті припадало 107,9 чоловіків;  на 100 жінок у віці від 18 років та старших — 94,2 чоловіків також старших 18 років.
Середній дохід на одне домашнє господарство  становив 41 676 доларів США (медіана — 35 000), а середній дохід на одну сім'ю — 50 745 доларів (медіана — 43 250). За межею бідності перебувало 33,5 % осіб, у тому числі 42,3 % дітей у віці до 18 років та 8,7 % осіб у віці 65 років та старших.
Цивільне працевлаштоване населення становило 94 особи. Основні галузі зайнятості: фінанси, страхування та нерухомість — 26,6 %, роздрібна торгівля — 12,8 %, транспорт — 10,6 %, публічна адміністрація — 9,6 %.